# Demetrio Albertini
Demetrio Albertini (* 23. August 1971 in Besana in Brianza) ist ein ehemaliger italienischer Fußballspieler. Albertinis Stärken waren seine Mentalität und vor allem seine guten langen Pässe.

## Karriere
Albertini war Mittelfeldstar des AC Mailand vor allem in den 1990er Jahren bis hin zur Jahrtausendwende. Er durchlief alle Jugendmannschaften der Lombarden. Am 15. Januar 1989 debütierte Albertini beim 4:0-Heimsieg des AC Mailand gegen Como Calcio. Insgesamt gewann er fünf Meisterschaften mit Milan.
2002 heuerte er leihweise für eine Spielzeit beim spanischen Hauptstadt-Club Atlético Madrid an. Anschließend folgte der Wechsel zu Lazio Rom im Tausch mit Giuseppe Pancaro. In der Saison 2004/05 folgte der Wechsel zu Atalanta Bergamo, Albertini blieb ein halbes Jahr um anschließend erneut nach Spanien zum FC Barcelona zu wechseln. 2005 beendete der Italiener nach nur fünf Partien für Barça seine Karriere, holte aber noch die spanische Meisterschaft mit Barcelona.
Albertini spielte von 1991 bis 2002 insgesamt 79 Mal für die italienische Nationalmannschaft. Er stand zwei Mal, bei der WM 1994 und der EM 2000, mit Italien im Endspiel eines großen Turniers, das man jeweils ganz knapp verlor. Auch an Olympia 1992, der EM 1996 und der WM 1998 nahm er teil.
Nach dem Fußballskandal in Italien 2005/06, welcher unter anderem dazu führte, dass der FIGC-Präsident Franco Carraro zurücktrat, wurde Albertini zum Vizekommissar des FIGC ernannt, trat allerdings schon ein halbes Jahr später wieder zurück.

## Erfolge
AC Mailand 
- Italienische Meisterschaft: 1992, 1993, 1994, 1996, 1999
- Italienischer Superpokal: 1988, 1992, 1993, 1994
- Weltpokal: 1989
- Europapokal der Landesmeister/UEFA Champions League: 1989, 1990, 1994
- UEFA Super Cup: 1989, 1990, 1994

 Lazio Rom 
- Italienischer Pokal: 2003/04

 FC Barcelona 
- Spanische Meisterschaft: 2004/05

Nationalmannschaft
- Vizeweltmeister: 1994
- Vizeeuropameister: 2000
- U-21-Europameister: 1992
- Teilnahme an den Olympischen Sommerspielen 1992

Persönliche Auszeichnungen
- Verdienstorden der Italienischen Republik (Offizier)